# Milton (Florida)
Milton è una città statunitense della Contea di Santa Rosa nello stato della Florida. È la città sede della contea.